# مطار محطة الضخ 3
مطار محطة الضخ 3، وهو مطار صغير في مجمع النفط في محطة محطة ضخ 3 في المنطقة الشرقية من المملكة العربية السعودية. يحتل المطار مساحة 1.1 كم2 بجوار المجمع.

## ملخص
أرامكو السعودية، وتمتلك شركة أرامكو السعودية، وهي الشركة الوطنية للنفط في المملكة العربية السعودية، المطار وتشغله. تقديم الدعم اللوجستي لمجمع النفط البعيد. باستخدام بوينغ 737 وداش 8 الطائرات، تعمل الشركة رحلات مجدولة إلى الدمام المقر في الظهران .تمتلك الشركة وتشغل ثاني أكبر أسطول ناقلات في العالم لشحن النفط الخام والنفط المكرر والغاز إلى مختلف البلدان العالم، لذلك أنشأت شركة تابعة مملوكة بالكامل لها لنقل النفط ومشتقاته تحت اسم فيلا البحرية العالمية المحدودة، للتعامل مع الشحن إلى كل من أمريكا الشمالية وأوروبا وآسيا

## خدمات
المطار مزود بمدرج واحد ، طوله 2 430 متر وعرضه 30 متر. فقط موقف/بوابة واحدة يمكن العثور عليه هناك.

## روابط خارجية
- Skyvector.com